# Ophion ainoicus
Ophion ainoicus es una especie de insecto del género Ophion, familia Ichneumonidae.
Fue descrito por primera vez en 1928 por Tohru Uchida.